# EPIQ
EPIQ es un complejo arquitectónico de uso mixto ubicado en el sector de La Carolina, en el centro norte de Quito, Ecuador. Fue diseñado por el estudio danés Bjarke Ingels Group (BIG) en colaboración con la promotora inmobiliaria ecuatoriana Uribe Schwarzkopf. El proyecto se construyó sobre el terreno anteriormente ocupado por el Colegio Americano de Quito y constituye uno de los desarrollos inmobiliarios de mayor escala en el país.

## Historia y contexto
El diseño de EPIQ fue presentado en 2018 como parte de una segunda colaboración entre BIG y Uribe Schwarzkopf, tras el proyecto IQON. Su desarrollo se enmarca en una estrategia de renovación urbana que busca promover la densificación vertical en el eje de la avenida Eloy Alfaro, junto al Parque La Carolina.

## Diseño y características
EPIQ se compone de varias torres interconectadas que presentan una volumetría escalonada. Este diseño permite integrar espacios residenciales, comerciales y de oficina, junto con áreas comunes y miradores accesibles al público. La fachada emplea materiales como concreto expuesto y cerámica técnica, incorporando criterios de sostenibilidad ambiental.
El proyecto cuenta con más de 100 000 metros cuadrados de construcción y alberga:
- Apartamentos de distintas tipologías
- Locales comerciales en planta baja
- Oficinas y espacios de coworking
- Áreas de recreación, bienestar y deporte
- Terrazas ajardinadas y espacios públicos

El edificio integra estrategias de eficiencia energética, ventilación natural y uso de materiales reciclables.

## Reconocimiento internacional
En enero de 2025, EPIQ fue incluido en el listado de los 10 rascacielos más destacados del mundo según la revista de arquitectura y diseño Dezeen. La inclusión se basó en criterios como innovación arquitectónica, impacto urbano y sostenibilidad.